# Osivți, Brusîliv
Osivți (în ucraineană Осівці) este o comună în raionul Brusîliv, regiunea Jîtomîr, Ucraina, formată numai din satul de reședință.

## Demografie
Componența lingvistică a satului Osivți
     Ucraineană (98,68%)
     Alte limbi (1,31%)
Conform recensământului din 2001, majoritatea populației satului Osivți era vorbitoare de ucraineană (98,68%), existând în minoritate și vorbitori de alte limbi.